# Achaearanea banosensis
Achaearanea banosensis är en spindelart som beskrevs av Claude Lévi 1963. Achaearanea banosensis ingår i släktet Achaearanea och familjen klotspindlar.
Artens utbredningsområde är Ecuador. Inga underarter finns listade i Catalogue of Life.